# Юная (река)
Юная — река в Омской и Томской областях России. Устье реки находится в 32 км по левому берегу реки Шайтанка. Длина реки составляет 21 км.

## Данные водного реестра
По данным государственного водного реестра России относится к Верхнеобскому бассейновому округу, водохозяйственный участок реки — Васюган, речной подбассейн реки — Васюган. Речной бассейн реки — (Верхняя) Обь до впадения Иртыша.